# Улица Низами (Баку)
Улица Низами — частично-пешеходная центральная улица в городе Баку, столице Азербайджана. Названа в честь поэта и мыслителя XII века Низами Гянджеви.

## Общая информация
Улица пересекает центральную часть города с запада на восток. Она начинается от улицы Абдулла Шаига, в нагорной части города, и заканчивается у железнодорожного полотна на улице Сабита Оруджева, у памятника Шаху Исмаилу Хатаи в «Черном городе». Общая протяженность улицы составляет 3,538 км. Улица образована объединением в 1962 году двух улиц: Низами (бывшая Торговая) и Физули (бывшая Губернская).
На сегодняшний день жители города продолжают именовать «Торговой» пешеходный отрезок улицы, закрытый для движения общественного транспорта, от площади Фонтанов до улицы Рашида Бейбутова.

## История
В 1859 году в Шемахе произошло сильное землетрясение, в связи с чем Шемахинская губерния была переименована в Бакинскую губернию с центром в городе Баку. Став губернским, город вступил на качественно новый уровень развития, возникла необходимость плановой застройки города, так как в городе стали формироваться государственные губернские учреждения.
Буквально в первые же годы после указа 1859 года стал увеличиваться приток населения в Баку. К северу от крепостных ворот стали строиться новые караван-сараи, каждый из которых занимал целый квартал, торговые ряды и лавки. Постепенно эта часть города становилась центральным торговым участком, и соответственно назревала необходимость её плановой застройки. Эта задача была возложена на первого городского архитектора Баку Карла Гиппиуса. Всё это нашло отражение в первом губернском градостроительном плане развития Баку, разработанном в 1864 году и названном впоследствии «лоскутным», в котором и была спроектирована улица. Первоначально называлась «Торговая улица», поскольку находилась на самой окраине города (в 1860-е годы) и упиралась в Торговую площадь, на которой происходила торговля местных и приезжающих в Баку окрестных жителей.
Своё начало улица Торговая брала от Мариинской улицы (позже ул. Корганова, ныне ул. Расула Рзы), где располагались респектабельные многоэтажные дома состоятельных граждан и доходила до так называемого «Чёрного города», района Баку, где были сосредоточены нефтепромысловые и промышленные объекты. Конец XIX века был ознаменован бурным ростом экономики города и вторым мощным притоком населения из других губерний Российской империи, что было связано с освоением нефтяных скважин Апшеронского полуострова. Стремительно развивалась морская инфраструктура, подвергся ревизии и был значительно расширен генеральный план реконструкции крепостного форштадта и морского порта от 1855 года, и город превратился в важнейший торговый порт юга России.
Быстрый экономический рост Баку сопровождался появлением многочисленной прослойки богатых промышленников, строивших новые здания. Большое количество зданий на этой улице было построено по заказу нефтяных магнатов Мусы Нагиева, Муртузы Мухтарова и др., и спроектировано известными в ту пору архитекторами Н. А. Фон дер Нонне, М. Кафар Измайловым, К. Б. Скуревичем, И. В. Гославским, Иосифом Плошко, Зивербеком Ахмедбековым, И. Эделем и Г. Тер-Микеловым.

### История улицы в годах
В 1880 году между улицами Прачечной и Мариинской, по правой стороне улицы, строятся два двухэтажных жилых дома (Низами, 52 и 54), которые закладывают основу геометрии улицы, одной из ведущих магистралей города.
В 1888 году на этой улице, в доме Абрамянца, размещалась фотомастерская А. Мишона. В более поздние годы в этом доме располагалось фотоателье "Рембрандт", содержателем  которого был И. Меликян, владевший также ещё одним фотоателье, которое находилось в двухэтажном особняке бр. Тагиевых на углу улиц Торговая и Мариинская. Здесь располагалось большое количество галантерейных, продовольственных, кондитерских и цветочных магазинов, а также одни из самых престижных гостиниц города — «Большая Московская», «Империал», «Лондон», «Северные номера».

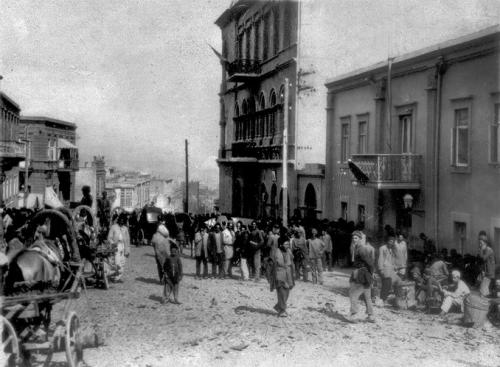
Начало улицы Губернской в 1905 году. Справа трехэтажное здание конторы Ротшильдов, (Низами 20). Фот. Карл Булла.

В 1896 году на углу с Прачечной улицей (позже Гоголя, ныне Братьев Мардановых) архитектором И. В. Эделем по заказу бакинского купца Мнацаканова строится двухэтажный доходный дом (Низами, 79). В середине 1900-х годов его приобретает бакинский нефтепромышленник Муртуза Мухтаров, и к 1910 году по проекту архитектора Иосифа Плошко дом перестраивается в четырёхэтажный, получает полукруглое решение фасада и круглое купольное завершение. На левом участке Торговой, между улицами Мариинской и Прачечной, был построен дом бакинского купца Гаджи Раджаб-Али Гаджиева, ныне кинотеатр «Вэтэн» (Низами, 75,77). Напротив находилось здание, принадлежавшее шемахинскому купцу Мирзе Тагиеву, в котором располагался популярная в то время немецкая кондитерская.
В 1899 году на углу с Миллионной улицей (позже Дарвина, Ворошилова, ныне Фикрета Амирова) архитектором И. В. Гославским было построено одноэтажное здание Бакинского отделения Императорского русского технического общества (Низами, 115), в котором ныне располагается один из корпусов Азербайджанской государственной нефтяной академии. На углу с Персидской улицей (позже Полухина, Муртузы Мухтарова) по проекту гражданского инженера К. Б. Скуревича было построено здание для конторы Каспийско-Черноморского нефтепромышленного и торгового общества (КЧО) Ротшильда, в котором размещалось также нидерландское консульство, т.к. консулом был управляющий КЧО Бардский Казимир Людвигович, живший в этом же доме.(Низами, 20).
В 1901 году, на юго—восточной стороне перекрестка улиц Торговой и Каспийской (позже Лейтенанта Шмидта, ныне Рашида Бейбутова), было построено здание синагоги, в котором в наше время размещается Азербайджанский государственный театр песни имени Рашида Бейбутова (Низами, 76).
В 1902 году на углу с улицей Прачечной архитектором И. В. Эделем был построен двухэтажный жилой дом (см. фото «Торговая (Угол Гоголя) в 1930 году», дом справа) (Низами,58). В 1960-е годы был надстроен третий этаж дома.
В 1904 году на пересечении с улицей Вокзальной (ныне ул. Пушкина) для Ага Бала Гулиева была построена мельница.

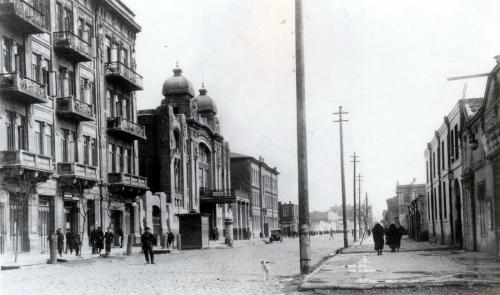
Здание оперы в 1914 году

В 1911 году, близ перекрёстка улиц Торговой и Каспийской, по заказу рыбопромышленника Маилова,  по проекту архитекторов Г. Тер-Микелова и Н. Баева, было построено здание Большого оперного театра, в котором и по сей день размещается Азербайджанский государственный академический театр оперы и балета им. М. Ф. Ахундова (Низами, 95). В том же году по заказу Мусы Нагиева архитектором Иосифом Плошко были спроектированы и построены рядом со зданием Большого оперного театра доходный дом (Низами, 93) и четырёхэтажный жилой дом на углу с Мариинской улицей (Низами, 48), который, как и другие постройки нефтепромышленника, именуется «нагиевским домом». Этот дом считается одним из лучших творений Иосифа Плошко. На углу с улицей Красноводской (позже Красноармейская, ныне ул. Самеда Вургуна) был построен дом, в котором до 1924 года жил будущий лауреат Нобелевской премии, академик Лев Ландау.

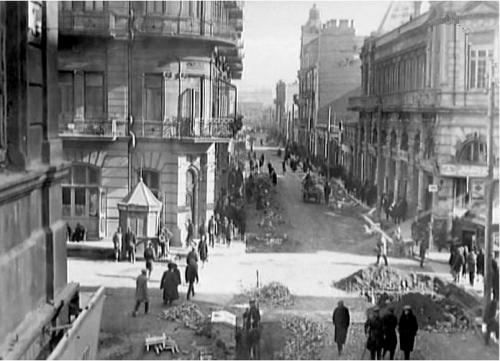
Торговая (угол Гоголя) в 1930 году

В 1912 году на другой стороне перекрёстка с улицей Мариинской по заказу купцов, братьев Тагиевых, по проекту архитектора Г. Тер-Микелова, был построен четырёхэтажный доходный дом (Низами, 50).
Постановлением президиума Баксовета № 50 от 29 декабря 1925 года улица Торговая переименовывается в улицу Красно-Пресненскую. 26 июня 1940 года постановлением исполкома Баксовета №9 улица Красно-Пресненская была переименована в честь великого поэта Низами Гянджеви, а в 1962 году она была объединена с ул. Физули (бывшей Губернской) в одну большую улицу Низами.
В 1932-1934 годах по проекту архитектора А. Дубова на углу Торговой и Большой Морской улицы (позднее проспект Кирова, ныне проспект Бюль—Бюля) был построен комплекс зданий Госбанка Азербайджанской ССР (Низами, 87 и 89).
В 1949 году, на других углах перекрёстка «дома Ландау», начинают строиться два величественных жилых здания, так называемые «дома нефтяников» (Низами, 66 и 83), спроектированные известными архитектороми Микаилом Усейновым и Садыхом Дадашевым. На строительстве этих зданий, в качестве рабочей силы, использовались немецкие военнопленные, пленённые во время Великой Отечественной войны. По мнению Л. Бретаницкого, «связанные единством планировочного замысла, общностью архитектурного решения и форм, здания эти отличаются не свойственными облику современного жилого дома излишествами убранства — пышно развитыми сталактитовыми карнизами, декоративными башенками, монументальными вазами и другими подобными элементами».
В 1952-1954 годах творческим коллективом Государственного проектного института «Бакгипрогор» был разработан очередной «Генеральный план развития города на период до 1976 года». Именно по данному плану в конце 50-х годов, на участке от Госбанка до пересечения с улицей Рихарда Зорге, начинают возводиться жилые дома, в архитектуре которых чётко прослеживаются элементы «конструктивизма».
В 1966 году на углу улиц Низами и Самеда Вургуна был разбит парк Насими, названный в честь выдающегося азербайджанского поэта XIV века Имадеддина Насими. В 1978 году, накануне празднования 600-летнего юбилея поэта, в центре этого парка был установлен памятник поэту, скульптура была изготовлена из бронзы и установлена на гранитном пьедестале. В 2008 году началась реконструкция парка.
31 октября 2012 года, на углу улиц Низами и Бюльбюля, возле здания Государственного комитета по ценным бумагам Азербайджанской Республики, состоялось открытие памятника воздвигнутого в честь азербайджанского народного и оперного певца, народного артиста СССР Бюльбюля.

## Архитектура
Архитектура улицы представляет собой синтез различных стилей и направлений, что связано с тем, что интенсивное строительство и застройка осуществлялась в три основных этапа: конец XIX — начало XX века, 50-70-е годы XX века и современный период.
Большинство зданий, построенных на первом этапе, также как и другие здания города того периода, сооружены в стиле «неоренессанса», «неоготики», «барокко», «неоклассицизма». Преобладает также «неомавританский» стиль, где архитекторами предпринимается попытка использовать при строительстве элементы национального зодчества. Дома облицованы натуральным камнем известняковой породы — аглаем. Первый этап может быть в свою очередь разделен на три участка застройки: первый — между улицей Воронцовской (ныне ул. Ислама Сафарли) и Персидской (ныне ул. М. Мухтарова), где находились самые старые строения, построенные по проекту архитекторов Н. А. фон дер Нонне и М. Кафар Измайлова, второй — от участка, прилегающего к мечети Тезепир на запад, который представлял собой комплекс одно— и двух этажных зданий, и третий в сторону железнодорожного вокзала, и именно в третьей этой зоне, на рубеже XIX — начало XX века, начинают строиться наиболее значительные трёх— четырёхэтажные здания по проектам архитекторов Иосифа Плошко и И. В. Гославского.
Следующий, второй, этап архитектурного развития улицы связан с внедрением в архитектурную планировку улицы строений середины XX века, выполненных в стиле «ампир», или так называемый «сталинский ампир». Позже, в конце 50-х годов возводятся жилые дома, большинство которых спроектировано и построено в получившем в то время широкое распространение во многих странах мира новом архитектурно художественном стиле, известном как «конструктивизм». По мнению искусствоведа Г. Ф. Мамедова, архитектурный стиль конструктивизма едва ли ещё где-то в СССР был представлен так полно и многообразно, как в Баку, где он применялся для придания городу нового облика. Увлечение конструктивизмом в Баку привело к созданию его местной разновидности — «бакинского конструктивизма». Как и в более ранних строениях, архитекторами существенно привносится восточный и национальный колорит, который особенно ощущается в исполнении арок и вензелей зданий, что значительно изменяет общий стилистический облик этих зданий, фасад зданий отделывается аглаем.
Современные строения, в основном высотные, построены в стиле «нео-модерна», облицованы алюминиевыми композитными панелями, фибробетоном, мрамором и гранитом. По мнению специалистов, два здания, находящиеся на этой улице выпадают из общего архитектурного комплекса как улицы, так и близлежащих домов. Это — здание Театра юного зрителя (Низами, 72), которое слишком массивно для архитектурного ансамбля этого участка улицы, не гармонирует с классическим стилем архитектуры, которым представлены близлежащие дома и нарушая общую геометрию участка чрезмерно врезается в пешеходную полосу, и здание Государственного комитета по ценным бумагам (Низами, 87/89), архитектурное решение которого выполнено в стиле «конструктивизма» и портит «классическую» монументальность периметра улицы.

## Примечательные здания и сооружения
| Номер дома | Изображение | Описание |
| ---------- | ----------- | --- |
| 20         |             | Здание «Каспийско-Черноморского нефтепромышленного и торгового общества» (контора Ротшильдов) с 1899 по 1918 год. Строилось в 1898—1899 годах по проекту гражданского инженера К. Б. Скуревича. Построено в неоготическом стиле с элементами романского стиля, отличается великолепными пропорциями, архитектурной трактовкой, исключительно рельефной пластикой фасадов, прорисовкой архитектурных мотивов проемов, тонко высеченными из камня скульптурными деталями. Следует отметить превосходную работу мастеров—каменщиков, кладка стены фасадов из каменных блоков «аглай» сама по себе представляет художественную тему, настолько тщательно подобраны горизонтальные и вертикальные швы, обработаны их плоскости. |
| 30         |             | Здание Центрального универсального магазина (ЦУМ) в Баку. Здание было построено в начале 70-х годов XX века, напротив располагается здание Министерства внутренних дел Азербайджана (в настоящее время ремонтируется). |
| 34/0       |             | Здание торгового центра «Nərgiz Ticarət» (слева). В 1999 году на месте пустовавшего сквера было построено одноэтажное строение, в котором открылся первый в Баку ресторан быстрого питания сети «McDonald’s», а позже на его месте был построен современный четырёхэтажный торговый центр. Ресторан «McDonald’s» продолжает функционировать на первом этаже центра. |
| 38         |             | Здание Президентской библиотеки Управления делами Президента Азербайджанской Республики. |
| 38/0       |             | Церковь Святого Григория Просветителя — армянская церковь, построенная в 1869 году. До 1990 года функционировала как церковь, в настоящее время здание передано в распоряжение находящей по соседству Президентской библиотеки Управления делами Президента Азербайджанской Республики. |
| 48         |             | Северный фасад «Нагиевского дома» (справа). Жилой дом, построенный в 1911 году по заказу крупного нефтепромышленника Мусы Нагиева. Проектировщиком и застройщиком здания был инженер, архитектор Иосиф Плошко. Здание входит важным элементом в структуру исторических кварталов городского центра монументальными фасадами с богатой пластикой, сочными формами барочной архитектуры. Каждый элемент архитектуры фасада прорисован на высоком уровне, ритм оконных проемов трех верхних этажей составляет единую композицию, вытекающую из построения пластических масс. Блестяще исполнена инкрустация в камне, высеченном из цельного блока. |
| 50         |             | Жилой дом, построенный в 1912 году. Принадлежал купцам — братьям Тагиевым и был построен по проекту архитектора Г. Тер-Микелова строительным подрядчиком Г. Касумовым. Здание помимо высокого эстетического качеств обладает и важным градостроительным значением, так как оно было одним из первых четырёхэтажных зданий, построенных на этой улице и завершало стык улицы с Мариинской, а также ввиду удачного решения архитектурных задач, а именно полуциркулярной угловой части фасада. Построен в неоклассическом стиле, ордерная система выполнена эффективно, основой художественной выразительности здания является изящная пластика фасадов. Особо выделяет здание сочные сандрики окон, маски-кронштейны и классические карнизы с аттиком. |
| 58         |             | Жилой дом, построенный архитектором И. В. Эделем в 1902 году. В 1960-е годы был надстроен третий этаж дома. Структура жилого дома с характерными приемами и ритмами вертикальных членений построена на классической основе ренессансных мотивов. Схема объёма с крупными полуциркулярными формами витрин магазинов первого этажа с антресолями, мощные каменные блоки руста и тонко прорисованные окна второго этажа несут высокую эстетическую функцию. Одна из удачных работ архитектора И. В. Эделя. |
| 61         |             | Жилой дом. Строительство было начато в 2006 году и будет готово к эксплуатации в начале 2011 года. |
| 64         |             | Жилое здание, построенное в 1911 году. В этом доме до 1924 года жил академик Лев Ландау. Здание занимает доминирующее место в градостроительной ситуации угловой части данного периметра улицы. Угловые башни дома придают живописность общему виду фасада, архитектура дома стилистически представлена с некоторым налетом классицизма, в целом яркий пример эклектического стиля. Интересно сочетание эркера с вытянутым по всему фасаду балконом и подчеркнутыми кронштейнами. |
| 66         |             | «Дом нефтяников» — жилое здание, построенное по проекту архитектора М. Усейнова в 1956 году. |
| 67,69      |             | Офисный комплекс «ISR Plaza» и здание Международного банка Азербайджана (на заднем плане). |
| 72         |             | Здание Театра юного зрителя. Построено в 1965 году по проекту архитектора М. Гусмана. В 2008 году здание театра было охвачено пожаром и сильно пострадало, в связи чем в 2009 году было капитально отремонтировано. |
| 73         |             | Жилое здание, на первом этаже которого в советские времена находился популярный в Баку зоомагазин. В этом доме с 1955 по 1995 год проживал известный общественный деятель и ученый, академик Бахадур Гасым оглы Зейналов. |
| 74         |             | В здании располагается Азербайджанская национальная библиотека им. Мирза Фатали Ахундова, оно находится на пересечении с улицей Рашида Бейбутова, на улицу Низами смотрит северный фасад. |
| 75         |             | Здание, построенное в 1890-96 гг. домовладельцем Гаджи Раджаб-Али Гаджиевым, на первом этаже которого в советские времена размещался кинотеатр «Вэтэн». |
| 76         |             | Здание бывшей синагоги, построенное в 1901 году. Главный фасад здания выходит на улицу Рашида Бейбутова, на улицу Низами смотрит боковой фасад здания. Ныне в нем размещается Государственный театр песни им. Рашида Бейбутова. Здание построено по типу классических храмов, с использованием ионического ордера. Такая архитектурная композиция в Баку более не встречается. Оригинальная трактовка архитектурных масс, конфигурации оконных проемов боковых фасадов, интерьера молельного зала с балконами делают это здание неповторимым в своей индивидуальности в ряду значимых архитектурных сооружений города. Обработка колонн, капителей и других архитектурных элементов в камне совершенна. |
| 77         |             | Жилой дом, построенный в 1957 году в стиле «неоконструктивизма», смешанного с классическими архитектурными элементами. Примыкает к зданию кинотеатра «Вэтэн». |
| 79         |             | Дом, построенный в начале 1900-х годов по заказу бакинского нефтепромышленника Муртузы Мухтарова и проекту архитекторов И. В. Эделя и Иосифа Плошко. С 1927 по 1931 год в этом доме проживал советский военачальник, комбриг Джамшид Нахичеванский. |
| 81         |             | Жилой дом в котором с 1920 по 1923 год проживал советский военачальник, генерал Александр Тодорский. |
| 83         |             | «Дом с кувшинами», один из двух «домов нефтяников» — жилое здание, построенное по проекту архитекторов М. Усейнова и С. Дадашева в 1958 году. |
| 85         |             | Парк имени Насими, был разбит в 1966 году. В центре парка располагается бронзовый памятник поэту, установленный на гранитном пьедестале в 1978 году. Архитектурное решение парка принадлежит Г. Мухтарову, памятник создан скульпторами И. Зейналовым и Т. Мамедовым. |
| 87,89      |             | Здание построенное в начале 30-х годов XX века, в котором до середины 90-х годов располагался Центральный Банк Азербайджанской ССР, в нынешнее время здание Государственного комитета по ценным бумагам Азербайджана. Архитектор — А. Я. Дубов. В здании Госбанка небольшой входной портик обращенного к проспекту С. М. Кирова (ныне п. Бюль—Бюля) фасада вырисовывается на глади бетонной поверхности и характерных вертикальных полос остекления лестничной клетки, которую, по авторскому замыслу, должны были оттенить широкие полосы тематических барельефов. Боковой фасад по улице Низами представляет характерное чередование остекленных лент горизонтальных окон с темно-серыми полосами оштукатуренного бетона. Строгого рисунка портик ведет в главный операционный зал. Внутренний интерьер превосходно найденных пропорций также лишен каких-либо элементов декора. |
| 90         |             | Офис-центр «Landmark» — бывшая Мельница братьев Скобелевых. Здание было построено в начале XX века как вальцовая мукомольная мельница для бр. Скобелевых, после реконструкции и капитального ремонта 1996 года в нём размещаются офисы различных компаний, а также бакинское представительство российского банка «ВТБ». Монументально объемно-пространственное решение крупного масштаба занимает доминирующее место в окружающей застройке. Угловая часть здания подчеркнута фронтонами, плоскости гладко отштукатуренных стен расчленены рустованными лопатками. Классического типа профили карнизов обрываются арочными фронтонами. Оконные проемы обрамлены наличниками. Архитектурное решение фасада своеобразно, и вытекает из конструктивных особенностей здания. |
| 93         |             | Жилой дом рядом со зданием Азербайджанского государственного академического театра оперы и балета им. М. Ф. Ахундова (Низами, 95) и напротив Театра юного зрителя (Низами, 72). Построен в 1911 году как доходный дом Мусы Нагиева архитектором Иосифом Плошко. Здание построено в стиле «бакинского модерна», разбито на боковые раскреповки и расчленено на ритм парных оконных проемов с насыщенной декоративной пластикой. Структура построения фасада, распределение основных архитектурных масс и художественных элементов раскрывают эстетическую сущность и монументальность дома. Интересно планировочное решение с расположением по четырём углам дома трехмаршевых лестниц и внутреннее убранство квартир. |
| 95         |             | Здание Азербайджанского государственного академического театра оперы и балета им. М. Ф. Ахундова, построено в 1911 году. Проект и строительство было осуществлено инженером, архитектором Н. Баевым. Заказчиками было предъявлено требование к инженерам построить здание в кратчайшие сроки и в итоге строительство было завершено всего за 10 месяцев. Зрительный зал театра вмещал 1281 человека. На сцене театра шли оперные, балетные, драматические спектакли как на азербайджанском так и на русском языке, ставились также и оперетты. На сцене театра были поставлены опера «Лейли и Меджнун» Узеира Гаджибекова, опера «Шах Исмаил» М. Магомаева (старшего), опера «Ашуг Гариб» Зульфугара Гаджибекова, опера «Севиль» Фикрета Амирова, оперы «Демон», «Мазепа», «Евгений Онегин», «Князь Игорь», «Аида», «Фауст», «Кармен», «Тоска»; балеты «Семь красавиц» и «Тропою грома» Кара Караева, «Низами» и «1001 ночь» Фикрета Амирова, «Лебединое озеро», «Жизель», «Коппелия». С 1951 по 1965 годы главным дирижёрем и художественным руководителем театра был известный дирижёр Ниязи. На сцене театра часто выступали певец Бюль—Бюль и балерина Гамэр Алмасзаде. Архитектурное решение и общая композиция очень выразительны. Модерн и свойственная ему стилизация определяют декоративную обработку фасада и интерьеров. Декор фасада построен на сочетании цементной штукатурки и кирпича, симметричная композиция фасада подчеркнута портиком—верандой и двумя фланкирующими глухими башенками. Фасадная вертикаль доминирует благодаря позиции лопаток в плоскости стены, что и определяет архитектурную трактовку здания. Живописная композиция фасада насыщена декоративными элементами и усиливает стилевую направленность модерна. Внутренний интерьер здания богат, инкрустирован лепкой и позолотой. Здание оперетты считается одним из лучших работ архитектора Н. Баева. |
| 96         |             | Второй, вновь построенный в 2004 году, корпус офис-центра «Landmark». |
| 99         |             | Жилой дом, построенный в 1964 году. Находится на пересечении с улицей Рашида Бейбутова, напротив северного фасада Театра песни им. Рашида Бейбутова. Представляет собой нетипичный пример «сталинского ампира» смешанного с элементами «исламской архитектуры», что ярко выражается прорезями балконных проемов и элементами арабской вязи в завершающих карнизах здания. Угловое расположение и существовавшая во время строительства дома градостроительная инфраструктура периметра улицы, привели к асимметричному архитектурному решению с четким обозначением выделяющегося портала, что в целом значительно нивелировало различие перекрещивающихся фасадов здания. |
| 103        |             | Жилой дом, построенный в 1952 году. |
| 109        |             | Жилой дом, построенный в 1955 году. Расположен напротив офис-центра «Landmark». |
| 115        |             | Одноэтажное здание, построенное в 1899 году архитектором И. В. Гославским, в котором размещалось «Бакинское отделение Императорского русского технического общества». Ныне в нем расположен один из корпусов Азербайджанской государственной нефтяной академии. Здание занимает угловое положение и подкреплено ризалитами, подчеркнутыми ярко выраженными элементами в форме пластичных наличников и сандриков классического направления. Ось главного фасада в виде двухколонного портика с парадной лестницей закрепляет архитектурную форму объекта. Примечательно рельефное решение руста стен и оконных проемов, которые в совокупности с другими архитектурными мотивами составляют живописную предметно—пространственную среду. Внутри здания интересны интерьеры зала, библиотеки и других помещений, в которых широко применены классические архитектурные приемы. |
| 117        |             | Один из учебных корпусов Азербайджанской государственной нефтяной академии. |

## Объекты государственного, культурного и социального назначения
- Учреждения и банки:[36]
  - Учреждения:
    - «Azericard», дочерняя структура Международного Банка Азербайджана (дом № 67)
    - European Comission to Azerbaijan (дом № 96)
    - Германо—азербайджанский фонд (дом № 10)
    - Пенитенциарная служба при Минюсте Азербайджана (дом № 114)
    - Посольство Австрии (дом № 96)
    - Посольство Королевства Нидерландов (дом № 96)
    - Посольство Королевства Норвегии (дом № 69)
    - Посольство Федеративной Республики Германия (дом № 69)
    - Представительство «Всемирного банка» в Азербайджане (дом № 90)
    - Представительство компании «Челябинские авилинии» (дом № 135/130)[37]
    - Страховая компания «CHARTIS Azerbaijan Insurance» (дом № 56)
    - Центр клиентского обслуживания компании—оператора сотовой связи «Bakcell» (дом № 103)

  - Банки:
    - «Аврасия» (дом № 70)
    - «Азербайджанский кредитный банк» (дом № 111)
    - «ВТБ» (Россия) (дом № 96)
    - Европейский банк реконструкции и развития, EBRD (дом № 96)
    - «KfW Германский Банк Развития» (Германия) (дом № 10)
    - «Международный Банк Азербайджана» (дом 67)
    - «SW» (дом № 86)

  - Культурные объекты:
    - Веб—студия «Digital Br@and» (дом № 48)
    - Выставочный зал «Yaradan» (дом № 41)
    - Картинная галерея «Air Art» (дом № 144)
    - Театр миниатюр «Ilham» (дом № 72)
- Гостиницы:
  - «Austin Hotel» (дом № 58)[38]
  - «Radisson Blu Plaza Hotel» (дом № 69)[39]
- Рестораны, кафе, клубы:[36]
  - Кафе:
    - «Ali & Nino Book cafe» (дом № 91)
    - «Balizza cafe» (дом № 83)
    - «Gazelli cafe» (дом № 93)
    - «CHAPLIN Cinema Cafe» (дом № 131)
    - «LE CAFÉ» в торговом центре «Nərgiz Ticarət» (дом № 34/0)
    - «Casual Brasserie» (дом № 46)
    - «Muare» (дом № 48)
    - «OLD MILL Cafe» (дом № 96)
    - «PAPA KARLO» (дом № 101)
    - «TAKE FIVE Cafe» (дом № 93/40)
    - «VELVET Cafe» в торговом центре «Nərgiz Ticarət» (дом № 34/0)

  - Клубы:
    - «FACE club» (дом № 10)
    - «NİKA’S Funclub» (дом № 101)
    - «ROTONDA» в бизнес-центре «Landmark» (дом № 90)

  - Рестораны:
    - «90А» (дом № 90)
    - «Aygun» (дом № 86)
    - «Calikusu» (дом № 91)
    - «Dalida» в торговом центре «Nərgiz Ticarət» (дом № 34/0)
    - «Galereya» (дом № 117)
    - «Gumush maska» (дом № 72)
    - «İzmir» (дом № 68)
    - «McDonald’s» в торговом центре «Nərgiz Ticarət» (дом № 34/0)
    - «Pilates Sportbar» (дом № 81)
    - «Shin Shin», китайский ресторан в бизнес-центре «Landmark» (дом № 90)
    - «Star» (дом № 68)
    - «Tarsus» (дом № 34), турецкая кухня
    - «Uno momento» (дом № 135), итальянская кухня

## Пересечение
Улица Низами пересекает следующие улицы и проспекты:
- улица Абдулла Шаига — дома № 2—4
- улица Ростроповича — дома № 4—6
- улица Саида Рустамова — дома № 8—10
- улица Мустафа Субхи — дома № 12—14
- улица Рзы Гулиева — дома № 14—16
- улица Муртузы Мухтарова — дома № 18—20
- улица Адиля Бабаева — дома № 20—22
- улица Заргарпалан — дома № 24—26
- проспект Азербайджан — дома № 28—30
- улица Табриз Халил Рза оглу — дома № 32—34
- улица Ислама Сафарли — дома № 34—36
- улица Мирзы Ибрагимова — дома № 36—38
- улица Расула Рзы — дома № 48—50
- улица братьев Мардановых — дома № 56—58
- улица Самеда Вургуна — дома № 64—66
- проспект Бюль-Бюля — дома № 68—70
- улица Рашида Бейбутова — дома № 74—76
- проспект Азадлыг — дома № 88—90
- улица Пушкина — дома №
- улица Рихарда Зорге — дома №
- улица Кейкаб ханым Сафаралиевой — дома №

## Интересные факты
- В 1910 году в Баку приехала с гастролями известная оперная певица Антонина Васильевна Нежданова[40]. Её красота и бесподобный голос очаровали местную публику, а один из старших братьев Маиловых, миллионеров и крупных рыбопромышленников, влюбился в певицу без памяти. Певица провела в Баку около месяца — давала концерты в здании биржи, в «Зимнем клубе». На приглашение вновь посетить Баку и дать концерт, певица ответила вежливым отказом, мотивировав это отсутствием оперного театра в столь богатом городе. Услышав это, один из братьев дал обещание за год построить здание оперетты и пригласил певицу на его открытие. Позже, прослышавший об этой истории миллионер и меценат Гаджи Зейналабдин Тагиев поинтересовался у Маилова ходом строительства и выразил сомнение в том, что здание будет отстроено за один год. Маилов предложил Гаджи Зейналабдин Тагиеву спор, условием которого было то, что если Маилов успеет построить здание оперы в означенный срок, то Тагиев возместит ему все расходы, понесенные на строительство, в противном же случае Маилов подарит ему это здание. Тагиев согласился, и в итоге проспорил, так как Маилов построил здание за восемь месяцев[12][41].
- В советские времена, в доме, где жил Лев Ландау, на углу улиц Торговая и Самеда Вургуна, существовала винная закусочная. Любители спиртного часто посещали это заведение, и вскоре в народе появилось сленговое выражение — «сходим к Ландау», «выпьем по стакану у Ландау».